# 默哈嫩達河
默哈嫩達河（英語：Mahananda River；尼泊爾語：महानदी；印地語：महानन्दा नदी；孟加拉語：মহানন্দা নদী），又譯馬哈南達河，是南亞的一條跨國河流。幹流發源於印度西孟加拉邦大吉嶺縣庫爾塞奧恩格東側山區，流經比哈爾邦和孟加拉，最終注入恆河；另有部分支流源自尼泊爾東南端。幹流河道全長360公里，流域面積20,600平方公里。